# Ladested

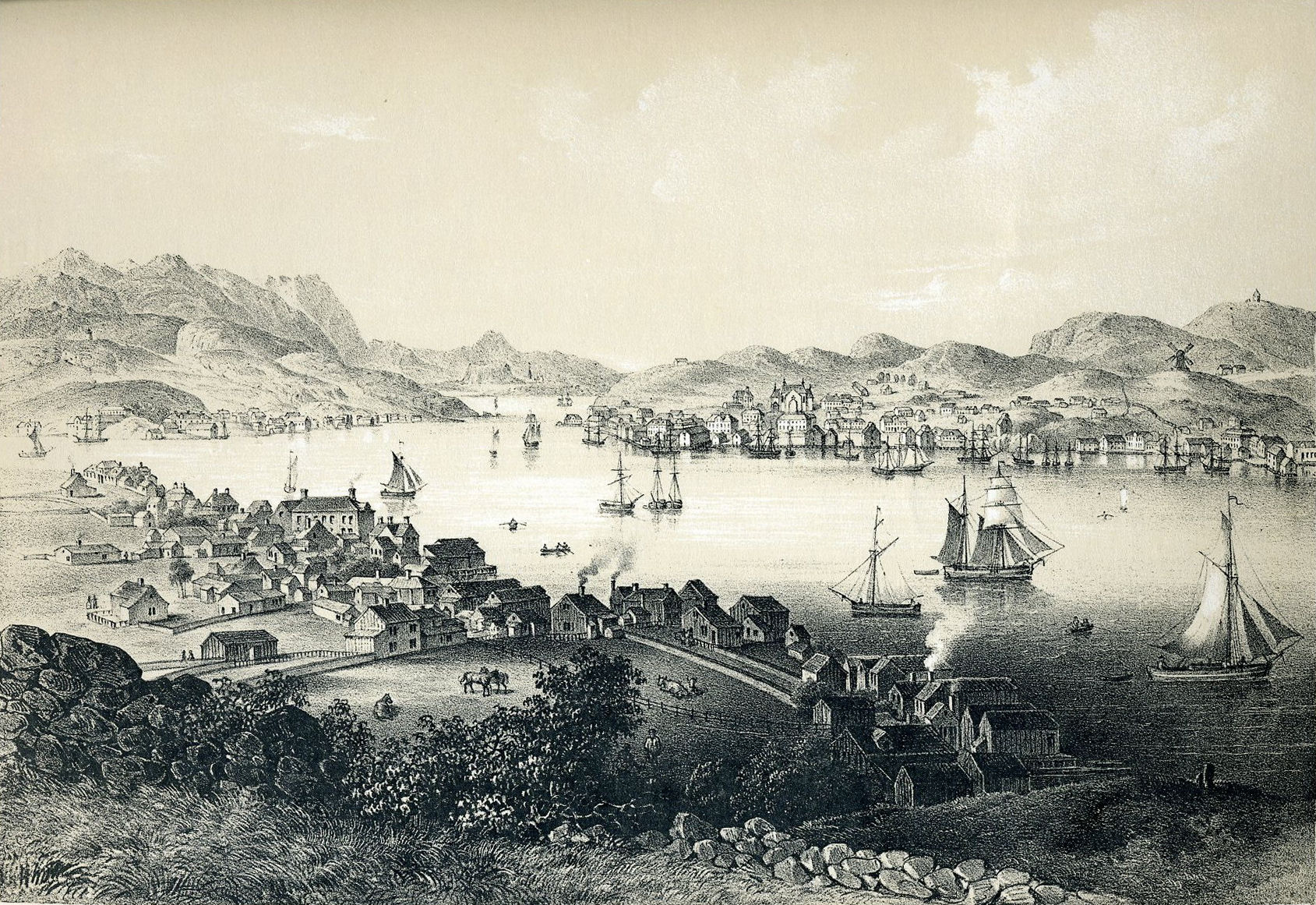
Das Dorf Lille-Fosen war seit dem 17. Jahrhundert ladested und der kjøpstad Trondheim untergeordnet. 1742 wurde der Ort selbst zur kjøpstad und in Kristiansund umbenannt. (Lithografie von Arne Larsen, 1848)

Ladested (von „lasteplass“, Ladeplatz; im Plural ladesteder) war der im 16. Jahrhundert aufgekommene Rechtsbegriff für eine norwegische Stadtgemeinde mit vom König verliehenen eingeschränkten Handelsprivilegien. Diese Handelsprivilegien blieben bis ins 19. Jahrhundert in Geltung; der Begriff ladested selbst wurde noch bis zur Mitte des 20. Jahrhunderts als funktionsloser Ehrentitel gebraucht und auch neu vergeben.

## Stadtrecht zweiter Ordnung
Die ladested war ein Hafen oder auch nur ein Strandabschnitt von dem aus regelmäßig vor allem Holz und Fisch verschifft wurde. Er lag im Hoheitsbereich (im cirkumferens, d. h. Umfang) einer kjøpstad („Handelsstadt“) mit vollen Handelsprivilegien (kjøpstadsprivilegier). Die in der ladested tätigen Kaufleute und Handwerker mussten die Bürgerschaft (borgerskap) der kjøpstad erwerben – einen Bürgerbrief lösen (løse borgerbrev) und den Bürgereid ablegen – und damit „Handelsbürger“ (handelsborger) werden.

## Geschichte

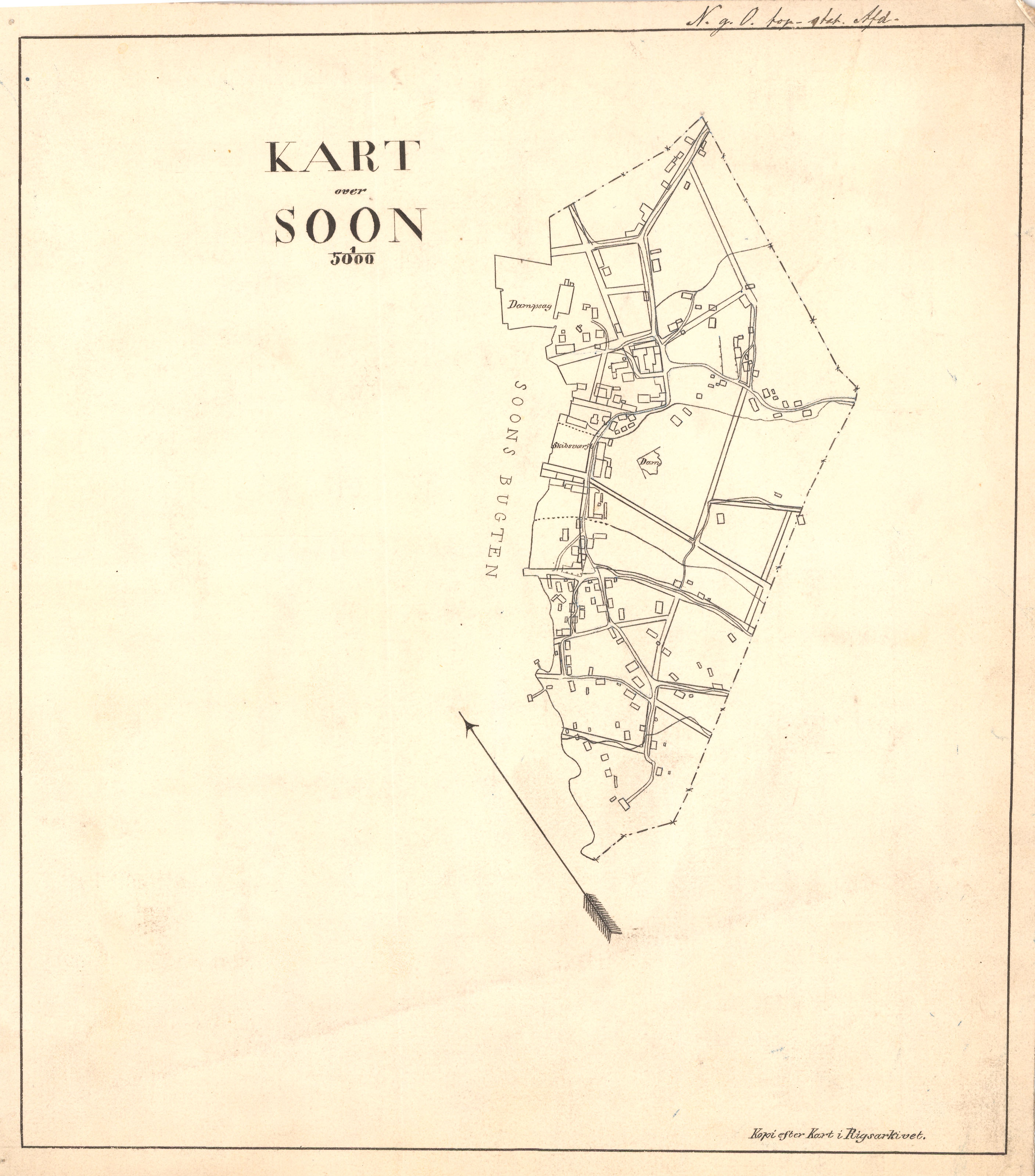
Smålenenes amt (= Østfold): Karte der Ladested Son, ungefähr 1880. (Kopie aus dem Riksarkivet.) Son war eine der ältesten Ladesteder am Oslofjord.

Die wachsende Nachfrage nach Holz in den Niederlanden, in England und Schottland führte im 16. Jahrhundert zur Entwicklung des norwegischen Holzhandels. Die Einführung der wasserbetriebenen Gattersäge um 1520 ermöglichte Produktion und Export von Schnittholz im großen Stil. „Dieser Handel lag zunächst in den Händen der Bauern, doch als die Abholzung in den Küstengebieten das Sammeln von Holz aus dem Landesinneren erforderlich machte, übernahmen die Städter den Holzexport, der sich nun auf die großen Flussmündungen konzentrierte. Hier entstanden neue ladesteder wie Arendal, Larvik, Halden und Bragernes.“
1661 wurde Dänemark-Norwegen durch das Souveränitätsgesetz eine absolute Monarchie und im Folgejahr erließ die Regierung – ihren merkantilistischen Prinzipien folgend – ein neues Stadtrecht (byprivilegiene), das den Holzhandel zum ausschließlichen Privileg der Städte und ihrer Bürger machte. Das Sägewerksprivileg (sagbruksprivilegiene) von 1688 berechtigte eine begrenzte Zahl von Sägewerken zur Herstellung bestimmter Mengen Schnittholz für den Export. In der ladested wurden die Holzflösse angelandet, Bretter gesägt und auf die Schiffe verladen. Dies geschah unter der Aufsicht der kjøpstad, die jedoch die stetig zunehmende wirtschaftliche und rechtliche Eigenständigkeit der ladesteder nicht verhindern konnte.

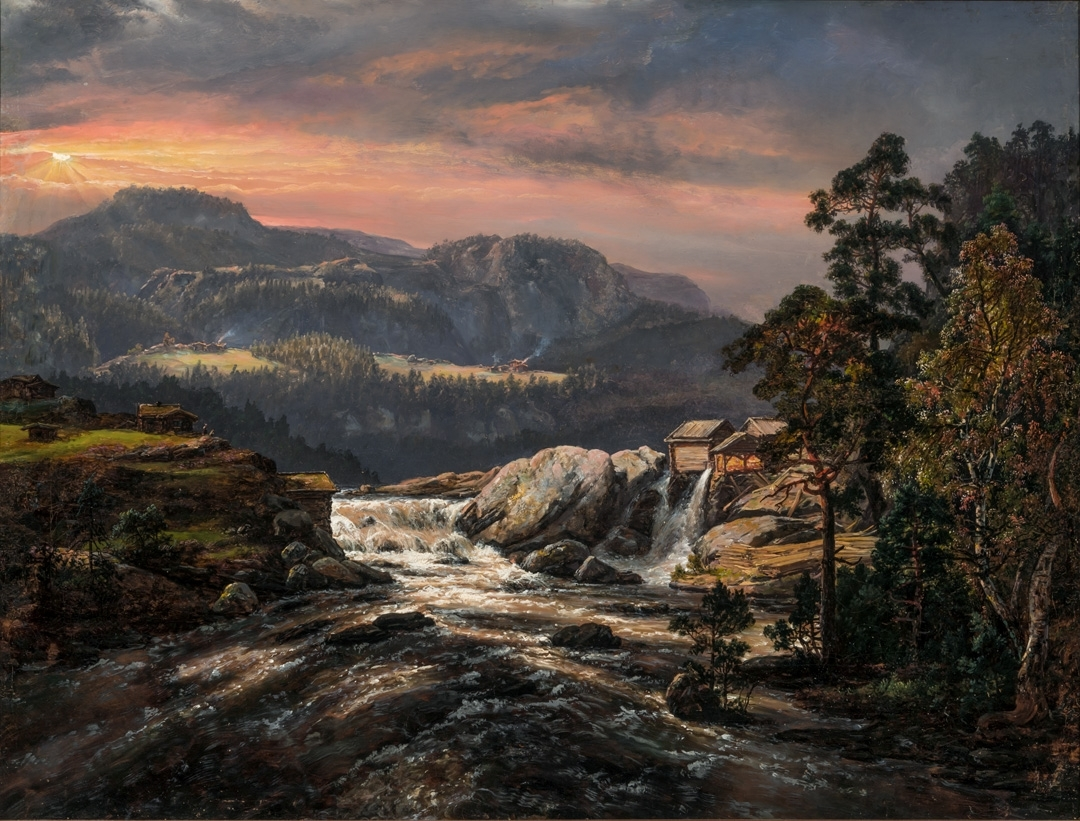
Sägewerk bei Strand in Valdres, 1850er Jahre, gemalt von Johan Christian Dahl.

Die Gemeinden an beiden Seiten des Oslofjords waren die ersten, die offiziell den Status einer ladested erhielten. Um 1650 waren es zwölf Orte, darunter Son, Drøbak, Bragernes und Strømsø. Die beiden letzteren schlossen sich 1811 zu Drammen zusammen, das damit 2500 Einwohner hatte (so viel wie Trondheim). Im 17. Jahrhundert wurden noch vier Städte in Agder (darunter Arendal) sowie an der Westküste Molde und Kristiansund zur ladested, in den Jahrhunderten danach auch etliche Städte an der Nordwestküste. Dort (vor allem in Kristiansund) war Klippfisch das wichtigste Exportgut. Die letzten Städte, die zur ladested erhoben wurden, waren Svolvær (1919), Mo i Rana und Brønnøysund (1923). Andererseits wurden viele ladesteder später zur kjøpstad „befördert“ (z. B. 1665 Halden, 1723 Arendal, 1742 Kristiansund, 1842 Drøbak.)
Im 19. Jahrhundert wurden die städtischen Privilegien allmählich generell abgebaut; und auch die Unterschiede zwischen kjøpstad und ladested schwanden. Das Handelsgesetz vom 8. August 1842 stellte im § 31 beide Stadtgemeinden „handelspolitisch im Wesentlichen gleich“. Verwaltungstechnisch jedoch war die ladested (auch nach der Verfassung von 1814) ein Teil des jeweiligen Landkreises (landdistrikt), was auch für die Wahlen zum Storting galt. Mit den Formannskapslovene (Gemeindeverwaltungsgesetzen) von 1837 erhielt eine ladested die Möglichkeit, einen eigenen Gemeinderat einzusetzen, und wurde dann als by (Stadt) bezeichnet.
Ab 1952 wurden bei den Wahlkreisen nicht mehr zwischen kjøpstadsdistrikter und landdistrikter unterschieden. „Der Begriff ‚kjøpstad‘ (und ‚ladested‘) wurde daher nicht mehr verwendet und durch das Wort ‚by‘ ersetzt.“